# Lipsenj
Lipsenj je naselje u slovenskoj Općini Cerknici. Lipsenj se nalazi u pokrajini Notranjskoj i statističkoj regiji Notranjsko-kraškoj. 

## Stanovništvo
Prema popisu stanovništva iz 2002. godine naselje je imalo 128 stanovnika.